# Rally de Suecia de 2022
El Rally de Suecia de 2022, oficialmente 69th Rally Sweden, fue la 69.ª edición y la segunda ronda de la temporada 2022 del Campeonato Mundial de Rally. Se celebró del 24 al 27 de febrero y contó con un itinerario de diecinueve tramos sobre nieve que sumaron un total de 303,74 km cronometrados. Esta también fue la segunda ronda de los campeonatos WRC 2 y WRC 3.
Esta edición del rally fue histórica debido a un gran cambio: luego de setenta y dos años y 68.ª ediciones la prueba cambió de sede y ubicación en busca de una mayor cantidad de nieve en sus tramos, el rally se trasladó de Torsby en el centro del país hacia Umeå en el norte.
El 17 de febrero, el organizador del rally anunció la cancelación del tramo de Örträsk debido a que las nevadas significativas en la región han obligado a los granjeros a sacar los renos de las áreas expuestas haciendo que estos ocupen la zona de la etapa. Las dos pasadas por Örträsk no fueron reemplazadas acortando el rally en 41,04 km cronometrados y dos etapas quedando finalmente la edición 2022 del Rally de Suecia en 17 etapas y 262,70 km cronometrados.
El ganador de la prueba fue el joven finlandés Kalle Rovanperä quien con solo veintiún años y en su vigésimo primera carrera en un vehículo de la máxima categoría del Campeonato Mundial de Rally, logró la tercera victoria de su corta carrera, 21 años después de que su padre Harri consiguiera su única victoria en el Campeonato Mundial de Rally en esta misma prueba a bordo de un Peugeot 206 WRC del Peugeot Total.
En el resto de categorías, en el WRC-2, el noruego Andreas Mikkelsen mantuvo el buen estado de forma que mantiene desde la ronda anterior al conseguir su segunda victoria consecutiva al imponerse en territorio sueco a su compatriota Ole Christian Veiby en el WRC-3, el finlandés Lauri Joona consiguió su primera victoria mundialista mientras que en el WRC-3 Junior reemplazante del extinto Campeonato Mundial de Rally Junior, el británico Jon Armstrong se impuso por el escaso margen de 2,7 segundos frente a Lauri Joona, participante de los campeonatos open y junior del WRC-3 en esta prueba.

## Lista de inscritos
| Num.                       | Piloto                                                               | Copiloto                                                                    | Automóvil                | Equipo                           | Neu.                     |
| World Rally Championship   | World Rally Championship                                             | World Rally Championship                                                    | World Rally Championship | World Rally Championship         | World Rally Championship |
| -------------------------- | -------------------------------------------------------------------- | --------------------------------------------------------------------------- | ------------------------ | -------------------------------- | ------------------------ |
| 2                          | Oliver Solberg                                                       | Elliott Edmondson                                                           | Hyundai i20 N Rally1     | Hyundai Shell Mobis WRT          | P                        |
| 4                          | Esapekka Lappi                                                       | Janne Ferm                                                                  | Toyota GR Yaris Rally1   | Toyota Gazoo Racing WRT          | P                        |
| 8                          | Ott Tänak                                                            | Martin Järveoja                                                             | Hyundai i20 N Rally1     | Hyundai Shell Mobis WRT          | P                        |
| 11                         | Thierry Neuville                                                     | Martijn Wydaeghe                                                            | Hyundai i20 N Rally1     | Hyundai Shell Mobis WRT          | P                        |
| 16                         | Adrien Fourmaux                                                      | Alexandre Coria                                                             | Ford Puma Rally1         | M-Sport Ford WRT                 | P                        |
| 18                         | Takamoto Katsuta                                                     | Aaron Johnston                                                              | Toyota GR Yaris Rally1   | Toyota Gazoo Racing WRT NG       | P                        |
| 33                         | Elfyn Evans                                                          | Scott Martin                                                                | Toyota GR Yaris Rally1   | Toyota Gazoo Racing WRT          | P                        |
| 37                         | Lorenzo Bertelli                                                     | Simone Scattolin                                                            | Ford Puma Rally1         | M-Sport Ford WRT                 | P                        |
| 42                         | Craig Breen                                                          | Paul Nagle                                                                  | Ford Puma Rally1         | M-Sport Ford WRT                 | P                        |
| 44                         | Gus Greensmith                                                       | Jonas Andersson                                                             | Ford Puma Rally1         | M-Sport Ford WRT                 | P                        |
| 69                         | Kalle Rovanperä                                                      | Jonne Halttunen                                                             | Toyota GR Yaris Rally1   | Toyota Gazoo Racing WRT          | P                        |
| World Rally Championship 2 |                                                                      |                                                                             |                          |                                  |                          |
| 20                         | Andreas Mikkelsen                                                    | Torstein Eriksen                                                            | Škoda Fabia Rally2 Evo   | Toksport WRT                     | P                        |
| 21                         | Archivo:Russian Automobile Federation flag.svgborder Nikolay Gryazin | Archivo:Russian Automobile Federation flag.svgborder Konstantin Aleksandrov | Škoda Fabia Rally2 Evo   | Toksport WRT 2                   | P                        |
| 22                         | Emil Lindholm                                                        | Reeta Hämäläinen                                                            | Škoda Fabia Rally2 Evo   | Toksport WRT 2                   | P                        |
| 23                         | Jari Huttunen                                                        | Mikko Lukka                                                                 | Ford Fiesta Rally2       | M-Sport Ford WRT                 | P                        |
| 24                         | Ole Christian Veiby                                                  | Stig Rune Skjærmoen                                                         | Volkswagen Polo GTI R5   | Ole Christian Veiby              | P                        |
| 25                         | Marco Bulacia Wilkinson                                              | Marcelo Der Ohannesian                                                      | Škoda Fabia Rally2 Evo   | Toksport WRT                     | P                        |
| 26                         | Mattias Adielsson                                                    | David Arhusiander                                                           | Ford Fiesta Rally2       | M-Sport Ford WRT                 | P                        |
| 27                         | Eerik Pietarinen                                                     | Antti Linnaketo                                                             | Volkswagen Polo GTI R5   | Eerik Pietarinen                 | P                        |
| 28                         | Egon Kaur                                                            | Silver Simm                                                                 | Volkswagen Polo GTI R5   | Egon Kaur                        | P                        |
| 29                         | Per-Gunnar Andersson                                                 | Anders Fredriksson                                                          | Ford Fiesta Rally2       | GNM Sweden AB                    | P                        |
| 30                         | Jörgen Jonasson                                                      | Nicklas Jonasson                                                            | Škoda Fabia Rally2 Evo   | Jörgen Jonasson                  | P                        |
| 31                         | Georg Linnamäe                                                       | James Morgan                                                                | Volkswagen Polo GTI R5   | ALM Motorsport                   | P                        |
| 32                         | Josh McErlean                                                        | James Fulton                                                                | Hyundai i20 N Rally2     | Josh McErlean                    | P                        |
| 34                         | Rakan Al-Rashed                                                      | Hugo Magalhães                                                              | Volkswagen Polo GTI R5   | Rakan Al-Rashed                  | P                        |
| 35                         | Mauro Miele                                                          | Luca Beltrame                                                               | Škoda Fabia Rally2 Evo   | Mauro Miele                      | P                        |
| 36                         | Jarosław Kołtun                                                      | Ireneusz Pleskot                                                            | Ford Fiesta Rally2       | Jarosław Kołtun                  | P                        |
| 38                         | Michał Sołowow                                                       | Maciej Baran                                                                | Volkswagen Polo GTI R5   | Michał Sołowow                   | P                        |
| 39                         | Alexander Villanueva                                                 | Rodrigo Sanjuan de Eusebio                                                  | Citroën C3 Rally2        | Alexander Villanueva             | P                        |
| 40                         | Bruno Bulacia Wilkinson                                              | Marc Martí                                                                  | Škoda Fabia Rally2 Evo   | Bruno Bulacia Wilkinson          | P                        |
| 41                         | Kyle Tilley                                                          | Martin Brady                                                                | Ford Fiesta Rally2       | Kyle Tilley                      | P                        |
| 43                         | Joakim Roman                                                         | Jörgen Fornander                                                            | Škoda Fabia Rally2 Evo   | Joakim Roman                     | P                        |
| 45                         | Enrico Oldrati                                                       | Elia De Guio                                                                | Škoda Fabia Rally2 Evo   | Enrico Oldrati                   | P                        |
| 46                         | Frédéric Rosati                                                      | Stéphane Prévot                                                             | Hyundai i20 N Rally2     | Frédéric Rosati                  | P                        |
| 47                         | Eamonn Boland                                                        | MJ                                                                          | Ford Fiesta Rally2       | Eamonn Boland                    | P                        |
| World Rally Championship 3 |                                                                      |                                                                             |                          |                                  |                          |
| 48                         | Sami Pajari                                                          | Enni Mälkönen                                                               | Ford Fiesta Rally3       | Sami Pajari                      | P                        |
| 49                         | Lauri Joona                                                          | Mikael Korhonen                                                             | Ford Fiesta Rally3       | Lauri Joona                      | P                        |
| 50                         | Jon Armstrong                                                        | Brian Hoy                                                                   | Ford Fiesta Rally3       | Jon Armstrong                    | P                        |
| 51                         | Robert Virves                                                        | Aleks Lesk                                                                  | Ford Fiesta Rally3       | Starter Energy Racing            | P                        |
| 52                         | William Creighton                                                    | Liam Regan                                                                  | Ford Fiesta Rally3       | Motorsport Ireland Rally Academy | P                        |
| 53                         | Jean-Baptiste Franceschi                                             | Anthony Gorguilo                                                            | Ford Fiesta Rally3       | Jean-Baptiste Franceschi         | P                        |
| 54                         | McRae Kimathi                                                        | Mwangi Kioni                                                                | Ford Fiesta Rally3       | McRae Kimathi                    | P                        |
| 55                         | Panagiotis Roustemis                                                 | Christos Bakloris                                                           | Ford Fiesta Rally3       | Panagiotis Roustemis             | P                        |
| Fuente: ewrc-results.com   |                                                                      |                                                                             |                          |                                  |                          |

## Itinerario
| Día                      | Tramo | Nombre                      | Distancia | Ganador de la etapa | Automóvil              | Tiempo          | Líder de la general |
| ------------------------ | ----- | --------------------------- | --------- | ------------------- | ---------------------- | --------------- | ------------------- |
| Día 1 (24 de febrero)    | -     | Klabböle (Shakedown)        | 6.80 km   | Kalle Rovanperä     | Toyota GR Yaris Rally1 | 3:22.4          | -                   |
| Día 2 (25 de febrero)    | SS1   | Kroksjö 1                   | 15.20 km  | Ott Tänak           | Hyundai i20 N Rally1   | 8:34.1          | Ott Tänak           |
| Día 2 (25 de febrero)    | SS2   | Kamsjön 1                   | 27.80 km  | Esapekka Lappi      | Toyota GR Yaris Rally1 | 12:39.6         | Esapekka Lappi      |
| Día 2 (25 de febrero)    | SS3   | Sävar 1                     | 17.24 km  | Kalle Rovanperä     | Toyota GR Yaris Rally1 | 8:06.7          | Kalle Rovanperä     |
| Día 2 (25 de febrero)    | SS4   | Kroksjö 2                   | 15.20 km  | Elfyn Evans         | Toyota GR Yaris Rally1 | 8:20.0          | Elfyn Evans         |
| Día 2 (25 de febrero)    | SS5   | Kamsjön 2                   | 27.80 km  | Ott Tänak           | Hyundai i20 N Rally1   | 12:31.0         | Elfyn Evans         |
| Día 2 (25 de febrero)    | SS6   | Sävar 2                     | 17.24 km  | Thierry Neuville    | Hyundai i20 N Rally1   | 8:17.4          | Elfyn Evans         |
| Día 2 (25 de febrero)    | SS7   | Umeå Sprint                 | 5.24 km   | Kalle Rovanperä     | Toyota GR Yaris Rally1 | 3:36.2          | Thierry Neuville    |
| Día 3 (26 de febrero)    | SS8   | Brattby 1                   | 10.49 km  | Elfyn Evans         | Toyota GR Yaris Rally1 | 6:21.2          | Kalle Rovanperä     |
| Día 3 (26 de febrero)    | SS9   | Örträsk 1                   | 20.52 km  | Tramo cancelado     | Tramo cancelado        | Tramo cancelado | Kalle Rovanperä     |
| Día 3 (26 de febrero)    | SS10  | Långed 1                    | 19.44 km  | Kalle Rovanperä     | Toyota GR Yaris Rally1 | 8:51.6          | Kalle Rovanperä     |
| Día 3 (26 de febrero)    | SS11  | Umeå 1                      | 10.44 km  | Craig Breen         | Ford Puma Rally1       | 6:08.0          | Kalle Rovanperä     |
| Día 3 (26 de febrero)    | SS12  | Brattby 2                   | 10.49 km  | Elfyn Evans         | Toyota GR Yaris Rally1 | 6:18.8          | Kalle Rovanperä     |
| Día 3 (26 de febrero)    | SS13  | Örträsk 2                   | 20.52 km  | Tramo cancelado     | Tramo cancelado        | Tramo cancelado | Kalle Rovanperä     |
| Día 3 (26 de febrero)    | SS14  | Långed 2                    | 19.44 km  | Kalle Rovanperä     | Toyota GR Yaris Rally1 | 8:53.7          | Kalle Rovanperä     |
| Día 3 (26 de febrero)    | SS15  | Umeå 2                      | 10.44 km  | Kalle Rovanperä     | Toyota GR Yaris Rally1 | 6:12.4          | Kalle Rovanperä     |
| Día 4 (27 de febrero)    | SS16  | Vindeln 1                   | 14.19 km  | Kalle Rovanperä     | Toyota GR Yaris Rally1 | 6:03.0          | Kalle Rovanperä     |
| Día 4 (27 de febrero)    | SS17  | Sarsjöliden 1               | 13.93 km  | Ott Tänak           | Hyundai i20 N Rally1   | 6:35.0          | Kalle Rovanperä     |
| Día 4 (27 de febrero)    | SS18  | Vindeln 2                   | 14.19 km  | Thierry Neuville    | Hyundai i20 N Rally1   | 6:02.1          | Kalle Rovanperä     |
| Día 4 (27 de febrero)    | SS19  | Sarsjöliden 2 (Power Stage) | 13.93 km  | Ott Tänak           | Hyundai i20 N Rally1   | 6:29.8          | Kalle Rovanperä     |
| Fuente: ewrc-results.com |       |                             |           |                     |                        |                 |                     |

### Power stage
El power stage fue una etapa de 13.93 km al final del rally. Se otorgaron puntos adicionales del Campeonato Mundial a los cinco más rápidos.
| Pos. | Piloto           | Copiloto         | Coche                  | Equipo                     | Tiempo | Puntos |
| ---- | ---------------- | ---------------- | ---------------------- | -------------------------- | ------ | ------ |
| 1    | Ott Tänak        | Martin Järveoja  | Hyundai i20 N Rally1   | Hyundai Shell Mobis WRT    | 6:29.8 | 5      |
| 2    | Kalle Rovanperä  | Jonne Halttunen  | Toyota GR Yaris Rally1 | Toyota Gazoo Racing WRT    | +1.9   | 4      |
| 3    | Thierry Neuville | Martijn Wydaeghe | Hyundai i20 N Rally1   | Hyundai Shell Mobis WRT    | +2.3   | 3      |
| 4    | Takamoto Katsuta | Aaron Johnston   | Toyota GR Yaris Rally1 | Toyota Gazoo Racing WRT NG | +2.8   | 2      |
| 5    | Craig Breen      | Paul Nagle       | Ford Puma Rally1       | M-Sport Ford WRT           | +3.3   | 1      |

## Clasificación final
| World Rally Championship   | World Rally Championship | World Rally Championship | World Rally Championship | World Rally Championship         | World Rally Championship | World Rally Championship | World Rally Championship |
| Pos.                       | Piloto                   | Copiloto                 | Automóvil                | Equipo                           | Neumático                | Tiempo                   | Puntos                   |
| -------------------------- | ------------------------ | ------------------------ | ------------------------ | -------------------------------- | ------------------------ | ------------------------ | ------------------------ |
| 1                          | Kalle Rovanperä          | Jonne Halttunen          | Toyota GR Yaris Rally1   | Toyota Gazoo Racing WRT          | P                        | 2:10:44.9                | 25                       |
| 2                          | Thierry Neuville         | Martijn Wydaeghe         | Hyundai i20 N Rally1     | Hyundai Shell Mobis WRT          | P                        | +22.0                    | 18                       |
| 3                          | Esapekka Lappi           | Janne Ferm               | Toyota GR Yaris Rally1   | Toyota Gazoo Racing WRT          | P                        | +30.6                    | 15                       |
| 4                          | Takamoto Katsuta         | Aaron Johnston           | Toyota GR Yaris Rally1   | Toyota Gazoo Racing WRT NG       | P                        | +2:19.4                  | 12                       |
| 5                          | Gus Greensmith           | Jonas Andersson          | Ford Puma Rally1         | M-Sport Ford WRT                 | P                        | +3:20.4                  | 10                       |
| 6                          | Oliver Solberg           | Elliott Edmondson        | Hyundai i20 N Rally1     | Hyundai Shell Mobis WRT          | P                        | +5:39.4                  | 8                        |
| 7                          | Andreas Mikkelsen        | Torstein Eriksen         | Škoda Fabia Rally2 Evo   | Toksport WRT                     | P                        | +7:11.1                  | 6                        |
| 8                          | Ole Christian Veiby      | Stig Rune Skjærmoen      | Volkswagen Polo GTI R5   | Ole Christian Veiby              | P                        | +7:34.3                  | 4                        |
| 9                          | Jari Huttunen            | Mikko Lukka              | Ford Fiesta Rally2       | M-Sport Ford WRT                 | P                        | +8:14.2                  | 2                        |
| 10                         | Egon Kaur                | Silver Simm              | Volkswagen Polo GTI R5   | Egon Kaur                        | P                        | +8:24.8                  | 1                        |
| World Rally Championship 2 |                          |                          |                          |                                  |                          |                          |                          |
| 1 (7.)                     | Andreas Mikkelsen        | Torstein Eriksen         | Škoda Fabia Rally2 Evo   | Toksport WRT                     | P                        | 2:17:56.0                | 25                       |
| 2 (8.)                     | Ole Christian Veiby      | Stig Rune Skjærmoen      | Volkswagen Polo GTI R5   | Ole Christian Veiby              | P                        | +23.2                    | 18                       |
| 3 (9.)                     | Jari Huttunen            | Mikko Lukka              | Ford Fiesta Rally2       | M-Sport Ford WRT                 | P                        | +1:03.1                  | 15                       |
| 4 (10.)                    | Egon Kaur                | Silver Simm              | Volkswagen Polo GTI R5   | Egon Kaur                        | P                        | +1:13.7                  | 12                       |
| 5 (11.)                    | Georg Linnamäe           | James Morgan             | Volkswagen Polo GTI R5   | ALM Motorsport                   | P                        | +1:24.9                  | 10                       |
| 6 (12.)                    | Eerik Pietarinen         | Antti Linnaketo          | Volkswagen Polo GTI R5   | Eerik Pietarinen                 | P                        | +1:42.7                  | 8                        |
| 7 (13.)                    | Jörgen Jonasson          | Nicklas Jonasson         | Škoda Fabia Rally2 Evo   | Jörgen Jonasson                  | P                        | +6:03.7                  | 6                        |
| 8 (16.)                    | Michał Sołowow           | Maciej Baran             | Volkswagen Polo GTI R5   | Michał Sołowow                   | P                        | +7:28.3                  | 4                        |
| 9 (19.)                    | Bruno Bulacia Wilkinson  | Marc Martí               | Škoda Fabia Rally2 Evo   | Bruno Bulacia Wilkinson          | P                        | +12:37.2                 | 2                        |
| 10 (23.)                   | Mauro Miele              | Luca Beltrame            | Škoda Fabia Rally2 Evo   | Mauro Miele                      | P                        | +18:21.7                 | 1                        |
| World Rally Championship 3 |                          |                          |                          |                                  |                          |                          |                          |
| 1 (15.)                    | Lauri Joona              | Mikael Korhonen          | Ford Fiesta Rally3       | Lauri Joona                      | P                        | 2:24:33.8                | 25                       |
| 2 (17.)                    | William Creighton        | Liam Regan               | Ford Fiesta Rally3       | Motorsport Ireland Rally Academy | P                        | +2:19.8                  | 18                       |
| 3 (30.)                    | McRae Kimathi            | Mwangi Kioni             | Ford Fiesta Rally3       | McRae Kimathi                    | P                        | +45:01.7                 | 15                       |
| 4 (31.)                    | Sami Pajari              | Enni Mälkönen            | Ford Fiesta Rally3       | Sami Pajari                      | P                        | +47:05.9                 | 12                       |

## Clasificaciones tras el rally
| Posición | Piloto           | Puntos | Cambios de posición |
| -------- | ---------------- | ------ | ------------------- |
| 1        | Kalle Rovanperä  | 46     | Crecimiento         |
| 2        | Thierry Neuville | 32     | Crecimiento         |
| 3        | Sebastien Loeb   | 27     | Decrecimiento       |
| 4        | Gus Greensmith   | 20     | Crecimiento         |
| 5        | Sébastien Ogier  | 19     | Decrecimiento       |

| Posición | Equipo                     | Puntos | Cambios de posición |
| -------- | -------------------------- | ------ | ------------------- |
| 1        | Toyota Gazoo Racing WRT    | 83     | Crecimiento         |
| 2        | M-Sport Ford WRT           | 59     | Decrecimiento       |
| 3        | Hyundai Shell Mobis WRT    | 47     | Sin cambios         |
| 4        | Toyota Gazoo Racing WRT NG | 22     | Sin cambios         |